# Anton Friedrich Büsching

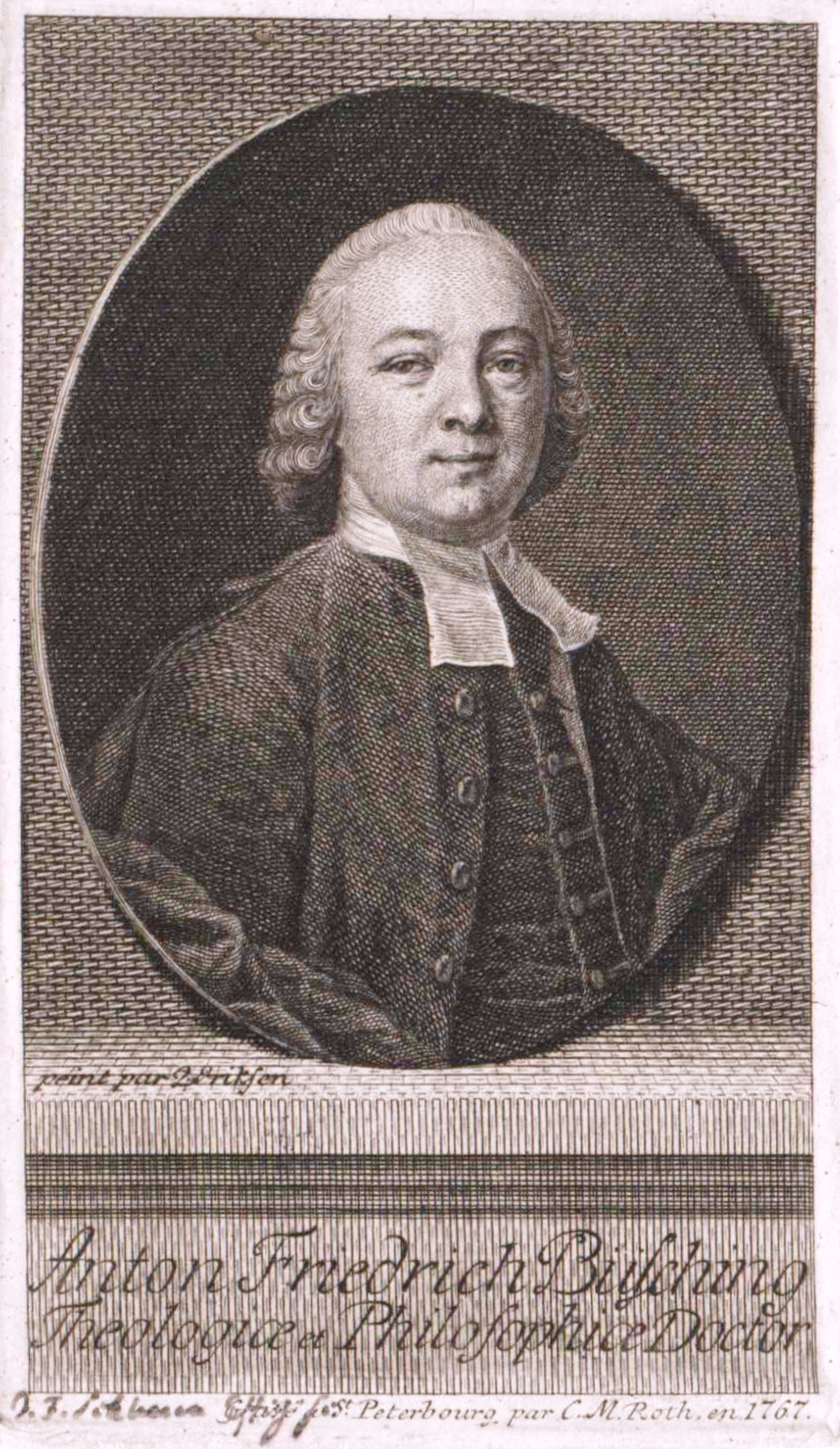
Anton Friedrich Büsching

Anton Friedrich Büsching (* 27. September 1724 in Stadthagen, Schaumburg-Lippe; † 28. Mai 1793 in Berlin) war ein deutscher evangelischer Theologe und Geograph.

## Leben
Anton Friedrich Büsching war der Sohn des Advokaten Ernst Friedrich Büsching und dessen Ehefrau Philippina Margarete, geb. Jobst. Seine Schulzeit absolvierte er an der Lateinschule des Waisenhauses Halle. In den Jahren 1744 bis 1747 studierte Büsching an der dortigen Universität Theologie. 1748 erlangte er die Magisterwürde.
Anfang 1748 bekam Büsching die Lehrerlaubnis für alttestamentliche Exegese, nahm aber bereits Ende desselben Jahres eine Hauslehrerstelle beim Sohn des dänischen Geheimrats Lynar in Köstritz an. Als Graf von Lynar 1749 als dänischer Gesandter nach Sankt Petersburg versetzt wurde, ging Büsching mit. 1750 nach Itzehoe zurückgekehrt, begann er hier seine große Erdbeschreibung, die er, seit 1752 in Kopenhagen, 1754 vollendete.
Noch in demselben Jahr wurde er zum außerordentlichen Professor der Philosophie und als Adjunkt der theologischen Fakultät nach Göttingen berufen. In Göttingen heiratete er 1755 Christiane Dilthey, eine kaiserliche gekrönte Dichterin und Ehrenmitglied der Göttinger Gelehrten Gesellschaft. Mit ihr hatte er sieben Kinder, darunter Johann Stephan Gottfried Büsching (1761–1833), Jurist und langjähriger Berliner Oberbürgermeister. 1759 wurde Büsching zum ordentlichen Professor der Philosophie ernannt, folgte aber 1761 einem Ruf nach St. Petersburg als Pfarrer der dortigen lutherischen Gemeinde an der Sankt-Petri-Kirche (Sankt Petersburg). 
Nachdem er 1765 infolge von Misshelligkeiten seine Entlassung genommen und sich zunächst in Altona niedergelassen hatte, wurde er 1766 als Direktor des Gymnasiums zum Grauen Kloster und der berlinischen und köllnischen Stadtschulen sowie als Oberkonsistorialrat nach Berlin berufen. Nach dem Tod seiner ersten Frau im April 1777 heiratete er im Dezember 1777 Margarethe Eleonore Reinbeck, die Enkeltochter des Berliner Propstes Johann Gustav Reinbeck. Mit ihr hatte er sechs Kinder, darunter den Antiquar und Germanisten Johann Gustav Gottlieb Büsching (1783–1829). Ein Neffe war der Kameralist August Friedrich Wilhelm Crome.
Büsching starb am 28. Mai 1793 im Alter von 68 Jahren in Berlin und wurde im Garten seines Landhauses bestattet. Das von Johann Gottfried Schadow gestaltete Grabmal befindet sich heute im Märkischen Museum Berlin.
Der Mondkrater Büsching ist nach ihm benannt. 1833 wurde in der Nähe des Grauen Klosters die Büschingstraße und der anliegende und nicht mehr existierende Büschingplatz nach ihm benannt; heute in Berlin-Friedrichshain.

## Veröffentlichungen
Unter seinen zahlreichen Schriften theologischen, pädagogischen, historisch-geographischen und biographischen Inhalts steht die Neue Erdbeschreibung (Hamb. 1754–92 u. öfter, 11 Tle., wovon die 10 ersten Europa behandeln, der 11. Teil: Asien, von B. unvollendet blieb) als grundlegender Versuch einer wissenschaftlichen Behandlung der Geographie obenan. Die Vorzüge des umfangreichen, aus Quellenstudien hervorgegangenen Werkes beruhen auf den politisch-statistischen Darstellungen, die mit lebensfrischer Einzelschilderung und beständiger Beziehung zur Geschichte ausgeführt sind, während alles, was ins Gebiet der physischen Geographie einschlägt, sehr mangelhaft erscheint. Fortgesetzt wurde die Erdkunde von Matthias Christian Sprengel und Samuel Friedrich Wahl (11. Teil, Abt. 2–4, Hamb. 1802–1807), von Johann Melchior Hartmann (12. Teil, Abt. 1, Afrika betreffend, das. 1799) und von Christoph Daniel Ebeling (13. Teil, Amerika behandelnd, Band 1–6, das. 1800–1803).
Sein 1754 fertiggestelltes Werk Neue Erdbeschreibung … wurde 1762 in englischer Sprache in London unter dem Titel A New System of Geography … von A. Millar herausgegeben; 1768 erschien eine französische Ausgabe als Géographie universelle in Strasbourg und ab 1773 unter dem Titel Nuova Geografia in Venedig eine italienische („toskanische“) Fassung, übersetzt von Pater Gaudioso Jagemann.
In den Vorreden der späteren Auflagen beklagt sich Büsching bitter über die von ihm nicht autorisierten Nachdrucke (ab 1766 als „Büschings neue Erdbeschreibung – neueste Ausgabe“, Schaffhausen bei Hurter; ab 1784 als „Büschings große Erdbeschreibung“ in 24 Bänden, Troppau bei Joseph Georg Traßler).
Von historischem Interesse sind seine zwei Schriften zu Friedrich II. von Preußen, den er noch persönlich kennengelernt hatte und dessen Charakter und Regierungszeit er kurz nach Friedrichs Tod akkurat schilderte.
1783 beteiligte Büsching sich an der Debatte um die frühe Beerdigung der Juden, indem er im Rahmen einer Rezension des 2. Bandes von Christian Wilhelm Dohm's "Über die bürgerliche Verbesserung der Juden" anmerkte, ihm sei berichtet worden, "die Juden liessen durch einen Mann, dem sie den Namen des Engels des Todes gäben, den Verstorbenen vor der Beerdigung den Hals zuschnüren, damit sie von derselben Tode gewiß seyn könnten. Hierüber läßt sich viel sagen, dazu ich aber keinen Raum habe." Damit beteiligte er sich an der Verbreitung eines judenfeindlichen Mythos, der im absoluten Gegensatz zur jüdischen Religionspraxis steht. Eine anonyme Entgegnung wurde im Januar 1784 in der deutschsprachigen Zugabe zur Zeitschrift Ha-Meassef publiziert.
- Erdbeschreibung.
  - Teil 7: Der oberrheinische, schwäbische, bayerische und fränkische Kreis, Hamburg 1790 (Volltext)
  - Teil 8: Der obersächsische Kreis, Hamburg 1791 (Volltext)
- Magazin für Historiographie und Geographie, 25 Bände, Hamburg 1767–1793
  - Band 12 Halle 1778 (Volltext)
- Anton Friderich Büschings ... Wöchentliche Nachrichten von neuen Landcharten, geographischen, statistischen und historischen Büchern und Sachen, Berlin 1773-1787
- Beiträge zur Lebensgeschichte merkwürdiger Personen, 6 Bände, Hamburg 1783–89
- Neueste Geschichte der evangelischen Brüderkonfessionen in Polen. 3 Bände. Halle 1784–87
- Grundriß zu einer Historie der Philosophie, 2 Teile, Berlin 1772–74
- Beschreibung seiner Reise von Berlin über Potsdam nach Rekahn unweit Brandenburg, welche er vom dritten bis achten Junius 1775 gethan hat, Leipzig 1775 (Volltext)
- Vollständige Topographie der Mark Brandenburg, Berlin 1775 (Volltext Digitalisat)
- Vorbereitung zur gründlichen und nützlichen Kenntniß der geographischen Beschaffenheit und Staatsverfassung der europäischen Reiche und Republiken, welche zugleich ein allgemeiner Abriß von Europa ist. Vierte und Neue verbesserte Auflage. Frankfurt und Leipzig, 1778 Digitalisat
- Character Friederichs des II. Königs von Preussen, Halle 1788 (archive.org)
- Zuverlässige Beyträge zu der Regierungsgeschichte Königs Friedrich II von Preussen, Hamburg 1790 (archive.org)

### Neuausgaben
- Berlin, Potsdam, Brandenburg 1775. Beschreibung seiner Reise nach Reckahn, Berlin Story Verlag, Berlin 2006. ISBN 3-929829-37-1.
- Geschichte der evangelisch-lutherischen Gemeinen im Rußischen Reich, Martin-Luther-Verlag, Beiträge zur Geschichte der evangelisch-lutherischen Kirche Rußlands, Band 7, Erlangen 2011. ISBN 978-3-87513-169-7.

### Briefwechsel
- Peter Hoffmann (Hrsg.): Geographie, Geschichte und Bildungswesen in Rußland und Deutschland im 18. Jahrhundert. Briefwechsel Anton Friedrich Büsching - Gerhard Friedrich Müller 1751 bis 1783 (= Quellen und Studien zur Geschichte Osteuropas. Bd. 33). Akademie, Berlin 1995, ISBN 3-05-002251-5.